# Strandbeest

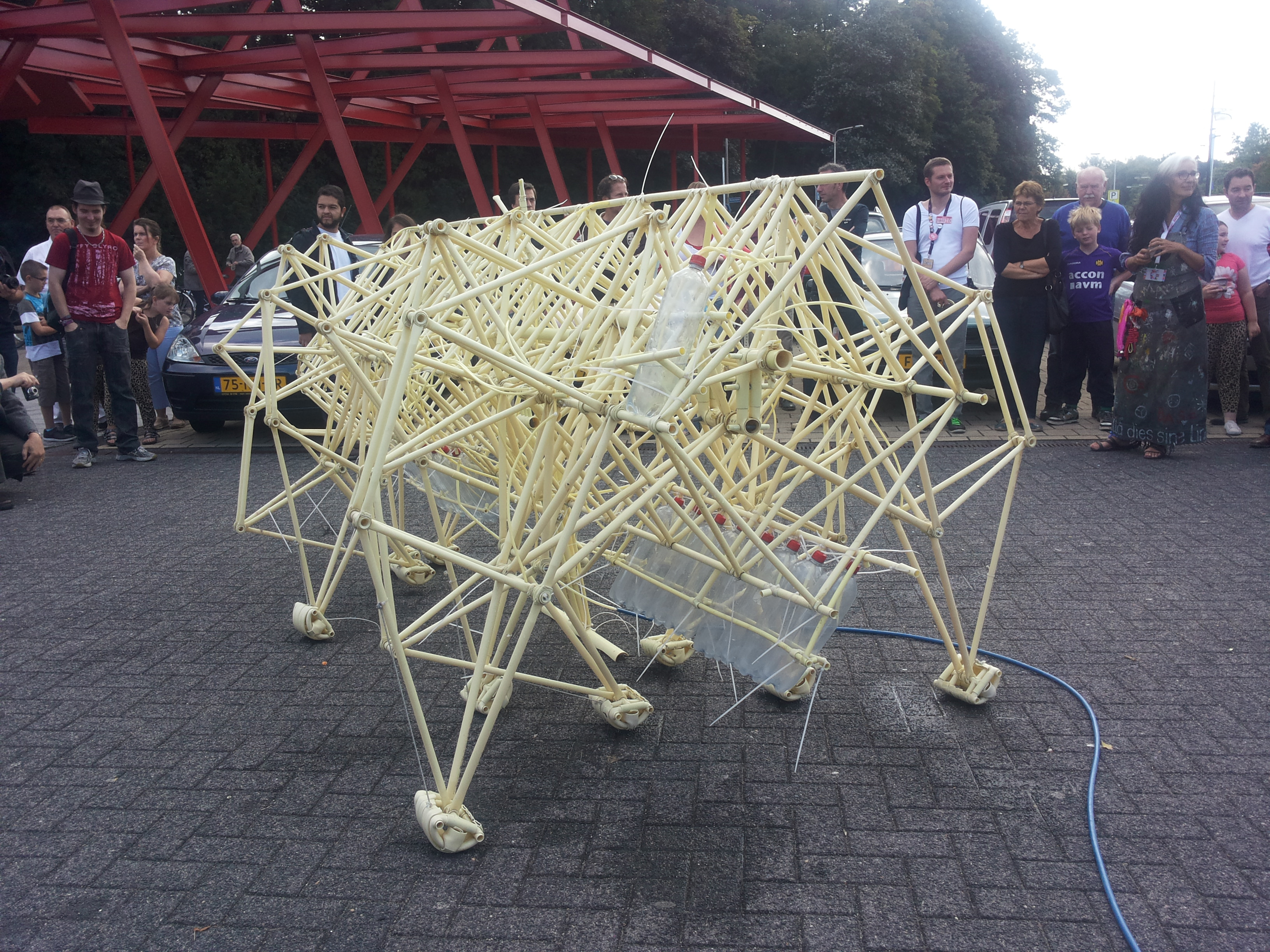
Strandbeest in Kerkrade (2013)

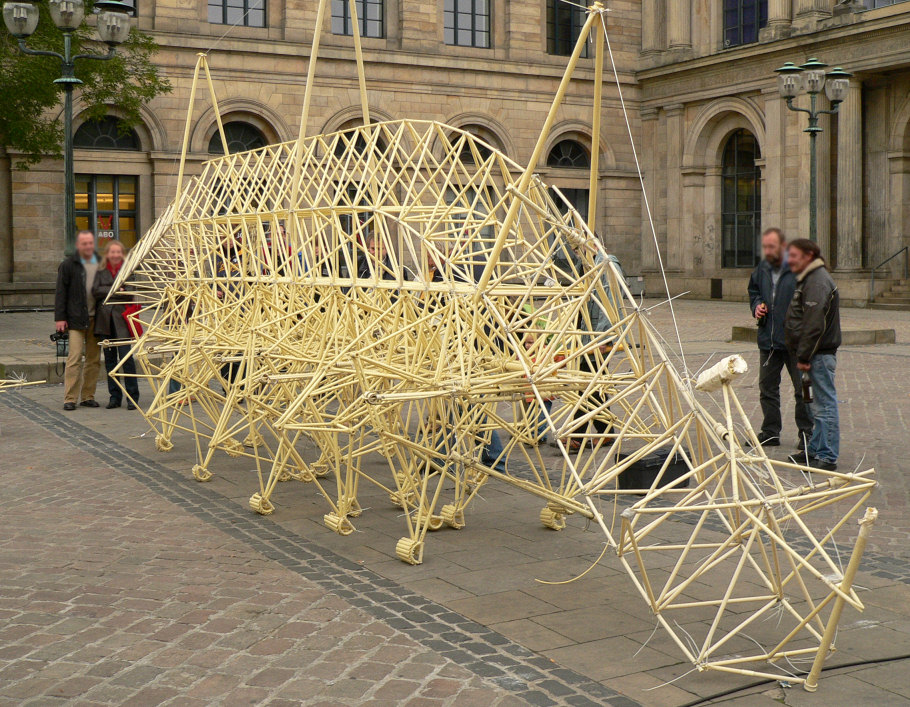
Strandbeest in Hannover (2007)

Strandbeesten sind kinetische Kunstobjekte. Der Name ist niederländisch und bedeutet „Strandtier“. Entwickelt werden sie seit 1990 von Theo Jansen. Das große Thema der Strandbeesten ist Evolution. Jede Generation soll besser an ihre Umwelt angepasst sein als die vorhergehende. Seine Arbeit und Detaillösungen beschreibt Jansen oft mit Analogien aus der Biologie.

## Konstruktion

### Beine

Proportionen der Beine

Animierte Kinematik eines Strandbeestbeins

Animation eines laufenden Strandbeests

Um die charakteristische Laufbewegung zu erreichen, entwickelte Theo Jansen das im Bild zu sehende Bein. Um die Proportionen der Stangen zu bestimmen, entwickelte Jansen ein Computerprogramm auf einem Atari-Computer. Der Algorithmus begann mit Zufallswerten, wählte dann die besten aus und erzeugte daraus wiederum Varianten (evolutionärer Algorithmus).
Die ersten so berechneten Zahlen verwendete Jansen beim ersten Strandbeest („Animaris Currens Vulgaris“). Da die Beine sich nicht bewährten, ließ er den Algorithmus noch einmal laufen. Die resultierenden Zahlen – von ihm als „(eleven) holy numbers“ bezeichnet – haben sich bis heute bewährt.
Die Kinematik der Beine wird auch in Lehrbüchern für Technische Mechanik als Beispiel für viergliedrige Koppelgetriebe mit Kurbelschwinge besprochen. Sie ähnelt derer des Klann-Mechanismus und der Laufmaschine von Tschebyschow, die auch Plantigrade Machine genannt wird.

### Material
Die Wahl der charakteristischen gelben PVC-Kunststoffrohre (genauer Isolationsrohre) fiel 1990 aufgrund der sehr guten Verfügbarkeit und des Preises. Jansen experimentierte von 1997 bis 2001 auch mit Holz und 2004 mit Stahl, kam aber wieder zum ursprünglichen Material zurück.
Jansen nennt die Rohre seine „Proteine“. Die Kunststoffrohre schränken die Gestaltungsmöglichkeiten einerseits zwar ein, andrerseits inspirieren sie ihn auch zu kreativen Problemlösungen.

### Energiegewinnung und Speicherung
Die ersten Modelle konnten sich ohne menschliches Zutun nicht bewegen. Konkret mussten die Strandbeesten entweder gezogen oder geschoben werden.
Mittlerweile ist für Strandbeesten die Energiegewinnung aus Wind charakteristisch. Spätere Generationen (2001–06) nutzen zusätzlich in PET-Flaschen gespeicherte Druckluft. Diese Flaschen nennt Jansen „Windmagen“.

### Gehirn
Spätere Generationen der Strandbeesten (ab 2006) haben Sensoren und Logikbausteine verbaut. Jansen verwendet dazu Druckluft und selbst gebaute Ventile, also Pneumatik. Dieses „Gehirn“ ermöglicht es den Strandbeesten zum Beispiel, die nahende Flut zu bemerken und in Richtung Dünen zu laufen bzw. sich bei einem Sturm zu verankern.

### Verbindungstechnik
Ursprünglich wurden die Strandbeesten von Klebeband zusammengehalten. Da sich das nicht bewährte, tüftelte Jansen weiter. Für die heutigen Strandbeesten verwendet Jansen Kabelbinder, Nylonschnur, Klebeband und Silikongel.

### Größe

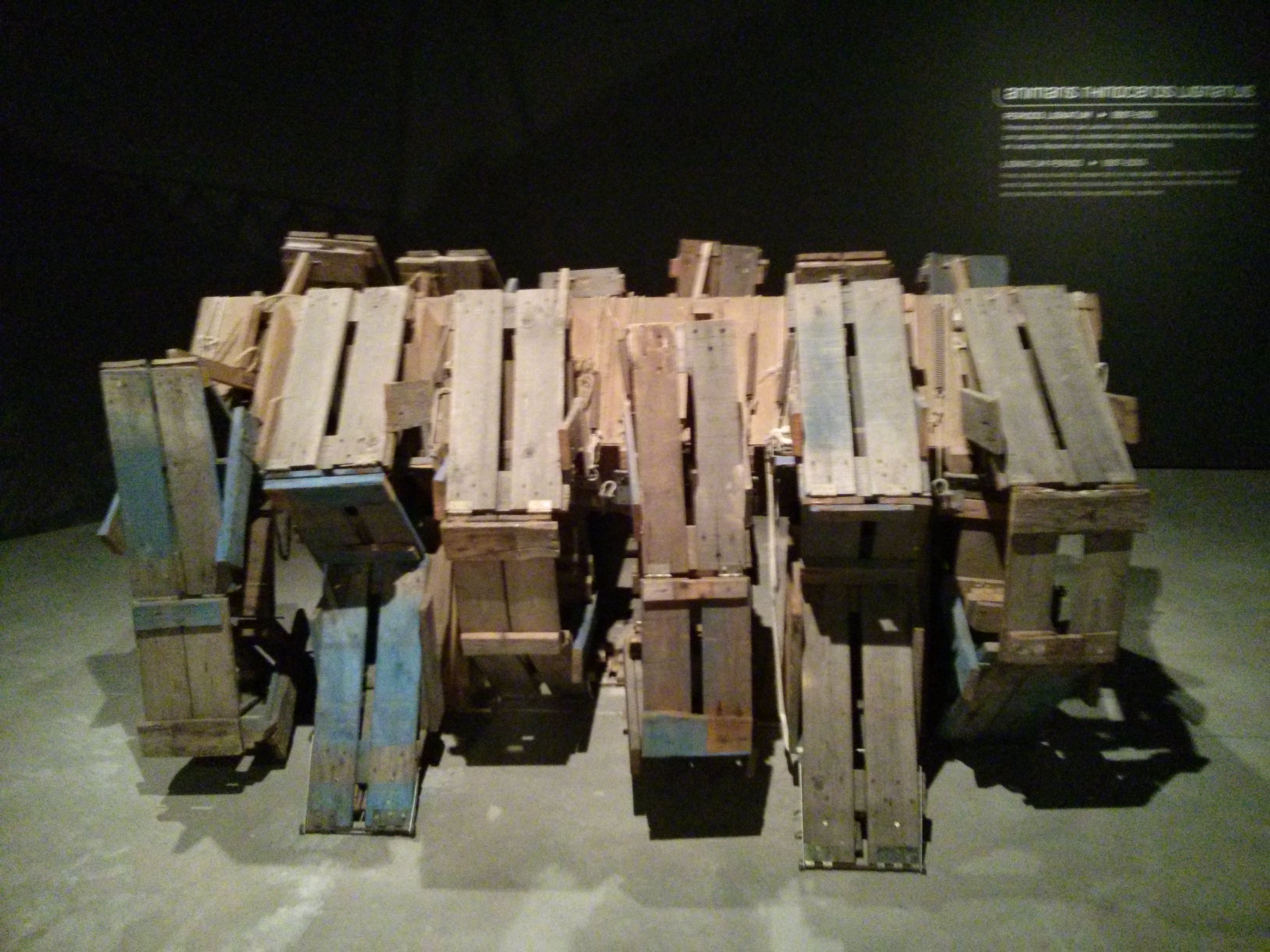
Das „Animaris Rhinoceros Lignatus“ aus Holz wog 250 kg

Das wohl schwerste Strandbeest ist das „Animaris Rhinoceros Transport“. Es ist aus pulverbeschichtetem Stahl gebaut, wiegt 3,2 Tonnen und misst etwa 4,7 × 6 × 5 m.

## Modelle
Von den Strandbeesten gibt es Modelle. Sie lassen sich gruppieren in Bausätze und 3D-gedruckte Modelle. Modelle und Nachbauten stellen für Jansen die Vermehrung der Strandbeesten dar.

### Bausätze

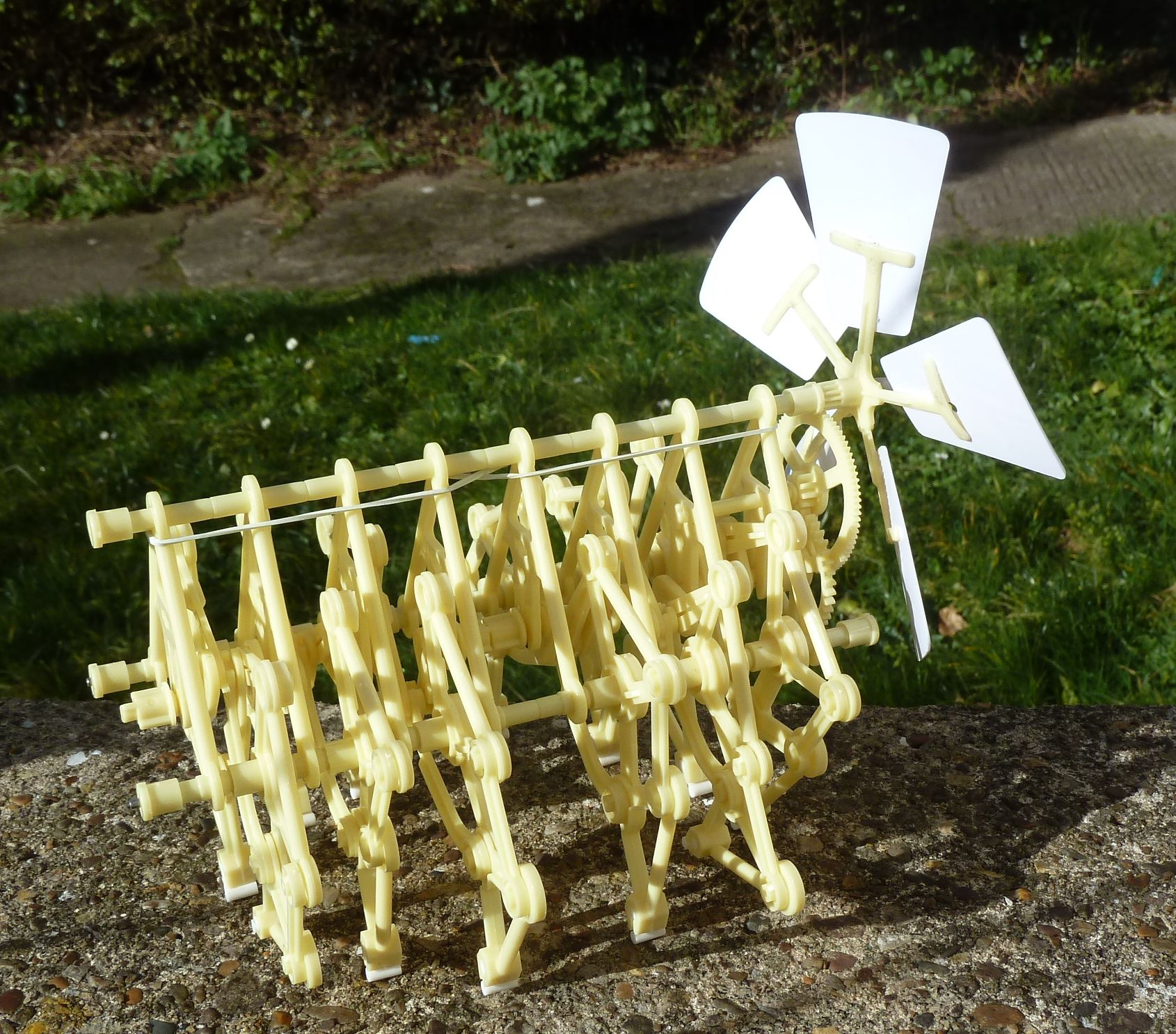
Ministrandbeest – „Animaris Ordis Parvus“

Der erste Bausatz („Animaris Ordis Parvus“) erschien 2011 in bzw. mit einem japanischen Magazin. Das Heft und die Bauanleitung wurden später ins Englische übersetzt.
In Deutschland ist der Bausatz mit dem englischsprachigen Heft (welches auch die Bauanleitung erhält) und einer beiliegenden deutschsprachigen Bauanleitung erhältlich. Die englischsprachige Bauanleitung gibt es auch online.
Ein weiterer Bausatz ist das „Animaris Rhinoceros Parvus“.

### 3D-Modelle
Es werden 3D-gedruckte Strandbeestmodelle in verschiedenen Größen angeboten. Die Modelle sind direkt nach dem Drucken und Reinigen lauffähig. Es ist keine Montage erforderlich. Für Jansen sind diese Modelle die nächste logische Evolution.

## Strandbeesten in den Medien
- Jansen und sein Strandbeest sind Teil eines BMW-Werbespots von 2007.[6]
- Jansen sprach 2007 auf der TED (Konferenz) über seine Kreation.[18]
- Adam Savage ist ein bekennender Liebhaber der Strandbeesten.[19]
- Über Jansen und seine Strandbeesten berichteten 2009 u. a. die Fernsehsender BBC[20], 3sat[10] und SRF.[12]
- Zeitschriften und Zeitungen, die über Jansen und die Strandbeesten berichteten, sind u. a. The New Yorker[6] und die The New York Times.[7]
- In einer 2016 erstmals ausgestrahlten Episode der Simpsons war Jansen als Gaststar mit einem Strandbeest zu sehen.[21]

## Strandbeesten in der Forschung
- Bei der US-Raumfahrtbehörde NASA wird die Idee untersucht, für die extrem heiße Oberfläche der Venus einen Rover zu entwickeln, der sich nach dem Prinzip eines Strandbeests bewegt.[22]

## Publikationen
- The great pretender. Rotterdam 2007, ISBN 978-90-6450-630-7.
- Strandbeest. Die Traummaschinen von Theo Jansen. Taschen, Köln 2014, ISBN 978-3-8365-4849-6.